# IC 2564
IC 2564 — галактика типу E (еліптична галактика) у сузір'ї Малий Лев.
Цей об'єкт міститься в оригінальній редакції індексного каталогу.